# Vollstreckungsplan
Mit dem Vollstreckungsplan regeln die Bundesländer für ihren jeweiligen Hoheitsbereich, welche Justizvollzugsanstalt (JVA) für die Vollstreckung welcher Strafe zuständig ist. Rechtsgrundlage des Vollstreckungsplans ist § 152 Strafvollzugsgesetz und Nr. 14 der Untersuchungshaftvollzugsordnung. Im Vollstreckungsplan wird für jeden Beschuldigten bzw. Verurteilten die jeweils örtlich und sachlich zuständige Vollzugseinrichtung des Landes festgelegt.
Zu berücksichtigen sind ferner die Bestimmungen des Strafvollzugsgesetzes und die dazu ergangenen bundeseinheitlichen Verwaltungsvorschriften, die bundeseinheitlichen Verwaltungsvorschriften zum Jugendstrafvollzug (VVJug) sowie die Bestimmungen der Strafvollstreckungsordnung, der Untersuchungshaftvollzugsordnung, des Jugendgerichtsgesetzes und der Jugendarrestvollzugsordnung.

## Zuständigkeiten
Der Vollstreckungsplan regelt die Zuständigkeiten für den Vollzug
1. der Untersuchungshaft,
2. von Freiheitsstrafen und Ersatzfreiheitsstrafen,
3. von Jugendstrafe,
4. von Jugendarrest,
5. freiheitsentziehender Maßregeln (Maßregel der Besserung und Sicherung),
6. von Strafarrest,
7. sonstiger Freiheitsentziehungen (Ordnungshaft, Erzwingungshaft, Zivilhaft).

## Prüfkriterien
Die Einweisungsbehörde hat zu prüfen nach:
- Geschlecht
- Alter
- Strafmaß (Vollzugsdauer)
- Erst- oder Regelvollzug
- maßgeblichem Gerichtsbezirk nach § 24 StVollstrO
- Wohnort des Verurteilten bzw. Verwahrort (im Falle von andauernder Untersuchungshaft)

In Einzelfällen sind Abweichungen vom Vollstreckungsplan zulässig, zum Beispiel um Beschuldigte oder Verurteilte, die ihre Taten in einer Gruppe verübt haben (Bandenkriminalität), zu trennen, damit sich die Bandenstrukturen nicht in der Haft aufrechterhalten und das Verfahren sichergestellt werden kann. Die gesetzliche Grundlage, vom Vollstreckungsplan abzuweichen, findet sich in § 26 Strafvollstreckungsordnung.
Auch bei mangelnder Eignung für eine bestimmte Anstalt (wenn z. B. schädliche Einflüsse zu befürchten sind), kann vom Vollstreckungsplan abgewichen werden.
Siehe auch: Geschäftsverteilungsplan